# PocketBook Pro 912
PocketBook Pro 912  — електронна книга виробництва компанії PocketBook International.

## Характеристики
Дисплей моделі PocketBook Pro 912 виготовлений на основі технології електронного паперу Е Ink. 
Екран 9" E Ink® Vizplex, 150 dpi з роздільною здатністю 1200 × 825 пікселів підтримує 16 градацій сірого. У PocketBook Pro 912 застовано індукційний сенсорний дисплей, керування котрим здійснюється за допомогою стилуса.
Користування PocketBook Pro 912 не викликає труднощів із кутами огляду або відблисками на сонці — можна читати навіть у дуже сонячний день. Є режим оновлення без затемнення екрана. На E Ink-екранах немає мерехтіння, внаслідок чого під час читання очі втомлюються набагато менше.
PocketBook Pro 912 працює на базі процесора Samsung потужністю 533 МГц, підтримує Wi-Fi та USB. У пристрій вбудовано 256 МБ оперативної пам'яті.
Доступна функція баагатозадачності, що дозволяє переключатися між відкритими книгами, а також користуватися браузером в мережі, не закриваючи книгу.
Має функцію RSS-рідера.
Пристрій підтримує 14 текстових форматів: PDF (ADOBE DRM), EPUB (ADOBE DRM), PDF, EPUB, FB2, TXT, DJVU, RTF, HTML, CHM, DOC, DOCX, TCR, FB2.ZIP і чотири графічні — JPEG, BMP, PNG, TIFF.
Пристрій підтримує функцію вимови тексту Text-to-Speech, яка дозволяє читати книгу на 4 мовах із 27 доступних для завантаження з сайту.
Ємність вбудованої літієво-полімерної акумуляторної батареї становить 1530 мА·год. Одного заряду батареї вистачає, щоб прочитати 7000 сторінок або 1 місяць без підзаряджання за умови вимкнених модулів бездротового зв'язку.
Доступ в мережу Інтернет здійснюється через Wi-Fi завдяки вбудованому модулю WLAN 802.11 b/g/n.
Для обміну інформацією в пристрій вбудований модуль Bluetooth 2.1.
Пристрій містить попередньо інстальовані словники ABBYY® Lingvo — 44 словники на різних мовах світу. 
Користувач має можливість вибрати один із десяти вбудованих шрифтів, додати інші шрифти, змінити розмір шрифту, відстань між рядками, розміри полів, переноси.

## Відзнаки
В 2012 PocketBook Pro 912 був у десятці тих, що продавалися найбільше, у французькій мережі Pixmania